# Ada Solomon

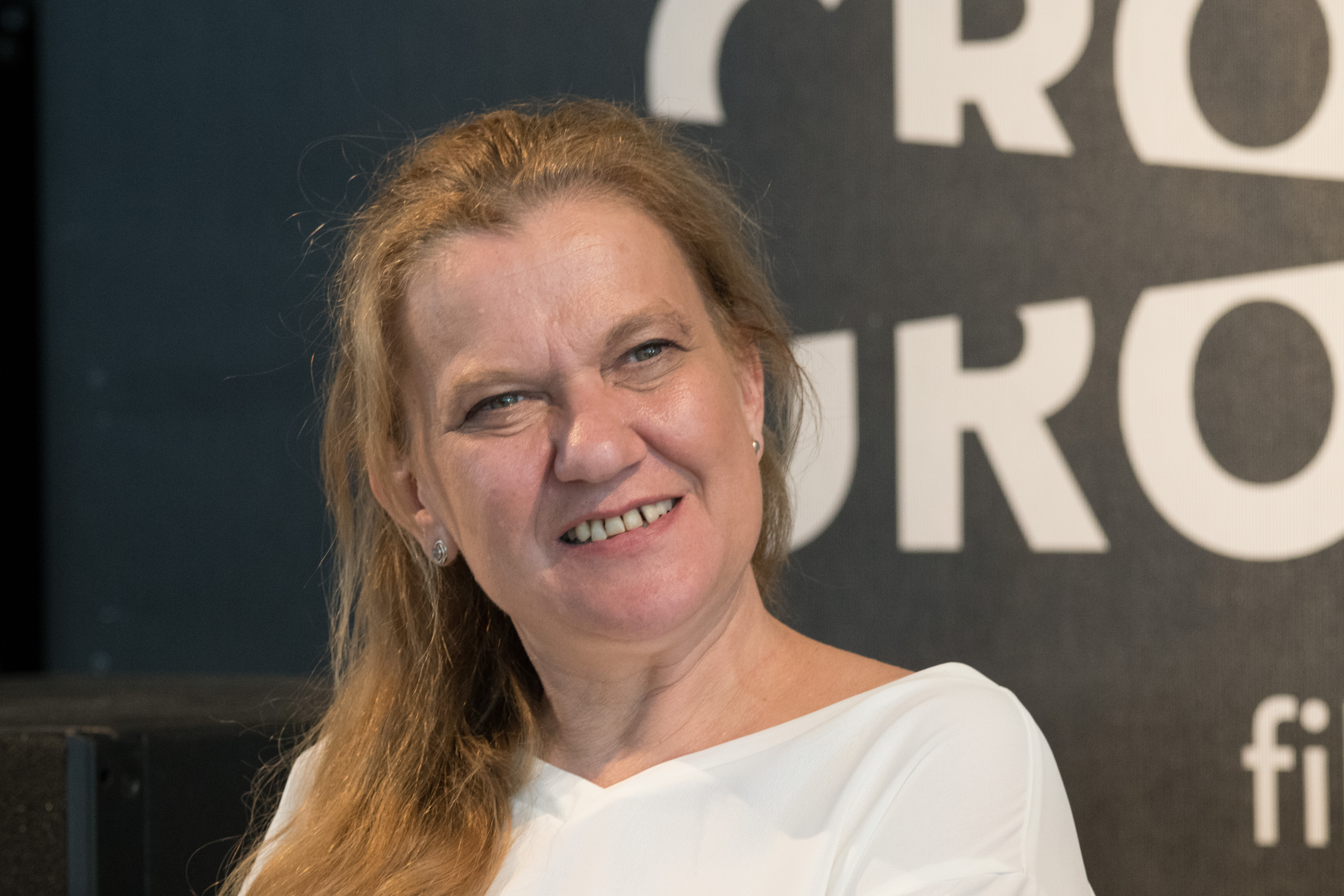
Ada Solomon bei Crossing Europe 2018

Ada Solomon (* 3. Juni 1968 in Bukarest) ist eine rumänische Filmproduzentin.

## Leben und Werk
Ada Solomon ist seit den 1990er Jahren europaweit als Filmproduzentin tätig und ist Mitbegründerin des NexT Film Festival in Bukarest. Sie ist mit dem Filmregisseur Alexandru Solomon verheiratet.
Sie hat wiederholt Filme von Radu Jade produziert, darunter auch Bad Luck Banging or Looney Porn, der 2021 auf der Berlinale mit dem Hauptpreis ausgezeichnet wurde. Auch verantwortete sie mehrere Koproduktionen, wiederholt auch von deutschen Filmen, darunter Zielfahnder von Dominik Graf oder Toni Erdmann von Maren Ade.
Mit Sönke Wortmann, Caterina Mona, Pierre Monnard und Sandra Guldberg Kampp ist Ada Solomon 2021 Teil der Jury des Fokus-Wettbewerbs des Zurich Film Festival.
Nebst ihrer Tätigkeit als Produzentin ist sie in der Filmpolitik tätig, so ist sie unter anderem Präsidentin des EWA European Women's Audiovisual Network, Vorstandsmitglied des ACE Networks, und Gründungsmitglied der Alliance of Romanian Producers.
Im Jahr 2022 wurde Solomon in die Jury für Kurz- und mittellange Filme (Pardi di domani) des 75. Filmfestivals von Locarno berufen, gemeinsam mit dem italienischen Editor Walter Fasano und der türkischen Regisseurin Azra Deniz Okyay.

## Filmproduktionen (Auswahl)

### Kurzfilme
- 2006 Lampa cu căciulă – Regie Radu Jude
- 2006 Prologen – Regie Ștefan Constantinescu
- 2014 O umbră de nor – Regie Radu Jude

### Mittellange Filme
- 2006 Marilena de la P7 – Regie Cristian Nemescu

### Spielfilme
- 2007: Război pe calea undelor – Regie Alexandru Solomon
- 2009: Cea mai fericită fată din lume – Regie Radu Jude
- 2009: Medalia de onoare – Regie Călin Peter Netzer[10]
- 2009: Oceanul Mare – Katharina Copony
- 2011: Din dragoste cu cele mai bune intenții – Regie Adrian Sitaru[11]
- 2013: Mutter & Sohn – Regie Călin Peter Netzer
- 2015: Aferim! – Regie Radu Jude
- 2016: Scarred Hearts – Vernarbte Herzen – Regie Radu Jude
- 2016: Zielfahnder – Flucht in die Karpaten – Regie Dominik Graf
- 2016: Dublu – Regie Catrinel Dănăiață
- 2016: Toni Erdmann – Regie Maren Ade[12]
- 2018: Îmi este indiferent dacă în istorie vom intra ca barbari – Regie Radu Jude
- 2018: Amugeot ttoneun modeungeot – Regie: Gyeol Kim
- 2020: Uppercase Print – Regie Radu Jude
- 2021: Bad Luck Banging or Loony Porn (Babardeală cu bucluc sau porno balamuc) – Regie Radu Jude
- 2023: Erwarte nicht zu viel vom Ende der Welt (Nu aștepta prea mult de la sfârșitul lumii) – Regie Radu Jude

## Auszeichnungen (Auswahl)
- 2013: Goldener Bär für Poziția Copilului (Mutter & Sohn) unter der Regie von Călin Peter Netzer
- 2013: Europäischer Filmpreis 2013 Koproduzentenpreis – Prix Eurimages
- 2015: Silberner Bär für Radu Jude als Bester Regisseur für den Film Aferim!
- 2018: Internationales Filmfestival Karlovy Vary, Auszeichnung als Bester Spielfilm mit dem Kristallglobus für Îmi este indiferent dacă în istorie vom intra ca barbari von Radu Jude
- 2021: Goldener Bär für Bad Luck Banging or Loony Porn unter der Regie von Radu Jude